# Spanische Wegschnecke
Die Spanische Wegschnecke (Arion vulgaris, Syn.: Arion lusitanicus auct. non Mabille, 1868), auch Kapuzinerschnecke, Große Wegschnecke oder Lusitanische Wegschnecke genannt, ist eine Nacktschnecke. Die Art gilt als wirtschaftlich bedeutsamer Schädling in der Landwirtschaft und wird auch in Haus- und Nutzgärten schädlich.

## Beschreibung und Merkmale
Die Spanische Wegschnecke erreicht im ausgewachsenen, geschlechtsreifen Zustand eine Körperlänge von etwa 7 bis maximal 12 bis 15 Zentimetern. Geschlechtsreife Individuen sind, wie viele Schnecken, Hermaphroditen, die gleichzeitig sowohl männliche als auch weibliche Keimzellen bilden. Sie besitzt die typische Körpergestalt der Wegschnecken (Familie Arionidae) mit einem ovalen Mantel, der nur das vordere Drittel des Körpers einnimmt; unter diesem sitzt in der vorderen Hälfte auf der rechten Seite das Atemloch (Pneumostom). Die Farbe der Individuen ist hoch variabel, es kommen hellbraune, orange, dunkelbraune bis fast schwarze, rötlich gefärbte und hellgelbe Individuen vor, sie ist anhand der Färbung nicht von den anderen, je nach Auffassung ca. 50 anderen Arten der Gattung Arion unterscheidbar. Eine grobe Zuordnung ist anhand der Färbung der Jungtiere möglich: Diese sind häufig gelblich mit jeweils einem dunklen Längsband auf jeder Körperseite; dieses Farbmuster tritt auch bei den verwandten Arten auf, ist aber bei diesen seltener.
Eine abgesicherte Bestimmung der Art ist nur an abgetöteten und präparierten Individuen möglich und auch dann schwierig und in Zweifelsfällen unsicher. Für wissenschaftliche Zwecke werden heute häufig genetische Methoden wie DNA Barcoding eingesetzt. Zur Unterscheidung, vor allem von der Schwarzen Wegschnecke Arion ater und der Roten Wegschnecke Arion rufus, ist eine Präparation des Genitaltrakts notwendig. Bei Arion vulgaris ist die Ligula, eine lippenförmige Einschnürung des erweiterten, äußeren Genitaltrakts (Atrium) deutlich größer als bei Arion ater. Sie ist, ähnlich wie bei Arion rufus asymmetrisch c-förmig, aber beide Kanten sind länger und dünner als bei dieser. Außerdem ist bei Arion vulgaris das Atrium breiter und nicht durch eine ringförmige Einschnürung zweigeteilt, auch der vordere (anteriore) Abschnitt des Ovidukts ist merklich breiter.  Da offensichtlich alle drei Arten Hybride miteinander bilden können, die in der Merkmalsausprägung untypisch, oder intermediär sein können, ist eine abgesicherte Bestimmung nur für Spezialisten möglich. Außerdem ist möglicherweise mit weiteren, unter Umständen noch nicht beschriebenen Kryptospezies zu rechnen. Die anderen, verwandten Arten treten allerdings, soweit bekannt, selten in landwirtschaftlichen Kulturen oder in Gärten auf, sie sind häufiger in Wäldern anzutreffen.

## Namensgebung und ursprüngliches Vorkommen

### Namen
Die Spanische Wegschnecke erscheint in der Literatur unter dem wissenschaftlichen Namen Arion vulgaris, eingeführt 1858 von Alfred Moquin-Tandon, und Arion lusitanicus, eingeführt 1868 von Jules François Mabille. Arion lusitanicus ist eine in der Serra da Arrábida (in der Nähe von Lissabon/Portugal) endemische Art. Der Name wurde, zuerst 1956, irrtümlich auf die Art angewendet, die sich in Mitteleuropa auszubreiten begann und zunächst in Frankreich und der Schweiz auftrat. Erst 1997 wurde durch eine neue Untersuchung der portugiesischen Tiere erkannt, dass diese in ihren Merkmalen deutlich von den im übrigen Europa verbreiteten abweichen, sie also nicht zur selben Art gehören können. Für die in Europa weit verbreiteten Tiere wurde 1999 bzw. 2002 vorgeschlagen, den Namen Arion vulgaris zu verwenden. Diese bis dahin kaum beachtete Art war 1855 aus Westfrankreich beschrieben worden und galt bis dahin als Synonym. Dieser Vorschlag hat sich durchgesetzt (obwohl einige Autoren skeptisch bleiben, da die Zuschreibung nicht auf Typmaterial dieser Art basiert). Der Trivialname „Spanische Wegschnecke“, der auf die irrtümliche Gleichsetzung zurückgeht, war aber inzwischen weit verbreitet und wird weiter verwendet, obwohl es inzwischen unwahrscheinlich erscheint, dass Spanien tatsächlich die Urheimat dieser Art war.

### Ursprüngliche Heimat
Die Art wurde zuerst in den 1950er Jahren in einer Reihe von west- und zentraleuropäischen Ländern als neuartiger Schädling festgestellt. Seitdem hat sie sich weiter nach Osten und nach Norden hin ausgebreitet. Da Nacktschnecken über eine sehr beschränkte natürliche Ausbreitungsfähigkeit verfügen, ist die schnelle Ausbreitung nur über Verschleppung mittels menschlicher Transporte erklärbar. Es erscheint den Daten nach sehr wahrscheinlich, dass die Art ursprünglich ein relativ kleines Verbreitungsgebiet besaß, aus dem sie sich mit menschlicher Hilfe ausbreitete. Die ersten Hinweise auf neuartige Vorkommen stammen aus England (1954), Frankreich (1955) und der Schweiz (1956). Den Beginn der Ausbreitung anhand dieser Angaben zu rekonstruieren ist aber schwierig, da die Art möglicherweise längere Zeit übersehen oder mit einer anderen verwechselt worden sein könnte. Daher wird versucht, die Geschichte der Ausbreitung anhand genetischer Marker zu rekonstruieren.
Bei der natürlichen Ausbreitung einer Art ist zu erwarten, dass die jungen Populationen am Rande des Verbreitungsgebiets genetisch relativ uniform sind. Die größte Diversität der Allele ist in der Heimatregion zu erwarten, in der sich die Art über sehr lange Zeiträume evolvierte. Neue Populationen gehen gewöhnlich auf die Einwanderung weniger Individuen zurück, die als genetischer Flaschenhals wirkt, da die wenigen Gründerindividuen nur einen kleinen Teil der Allele tragen und weitergeben können. Neu begründete Populationen sollten darüber hinaus keine (oder nur wenige) eigene Allele und Mikrosatelliten tragen, ihre genetische Variabilität sollte einen Ausschnitt derjenigen der Quellpopulation darstellen. Bei einer Untersuchung im Jahr 2013 wurde eine genetische Struktur ermittelt, die von diesen Annahmen abweicht, woraus auf eine schon im Ursprung sehr weite Verbreitung, mit Zentrum eher in Zentral- als in Westeuropa, geschlossen wurde. Bei einer späteren Untersuchung mit noch mehr Individuen und Herkünften wurde eine relativ geringe genetische Variabilität innerhalb der Art und eine schwache, aber nachweisbare Korrelation der genetischen Struktur mit der geographischen Verbreitung festgestellt, wobei die Populationen im Westen und Südwesten der Verbreitung ein wenig vielfältiger waren. Die insgesamt geringe genetische Variabilität ist typisch für neu eingeschleppte und dadurch junge Populationen. Nach Ansicht dieser Autoren ist danach eine Heimat im Westen, aber außerhalb der Iberischen Halbinsel, möglicherweise in Südwest-Frankreich, am wahrscheinlichsten. Diese ist aber nicht sicher nachgewiesen. Demnach ist die Art in Zentraleuropa wahrscheinlich, aber nicht mit letzter Sicherheit, ein Neozoon.

## Ausbreitung über Europa
Die spanische Wegschnecke breitet sich als Neozoon derzeit weiter nach Norden und Osten hin aus. Da die Lage und Größe des Ursprungsareals unsicher ist (vgl. den vorhergehenden Abschnitt) kann die Ausbreitung in Westeuropa nicht sicher rekonstruiert werden. Die Art fehlt aber bis heute im größten Teil der Iberischen Halbinsel, die wenigen Nachweise, die inzwischen aus Nordspanien vorliegen werden auch als wahrscheinlich auf eine jüngere Ausbreitung zurückgeführt.
In Deutschland wurde sie erstmals auf der deutschen Rheinseite, gegenüber von Basel, von G. Schmid 1969 gefunden. Danach wurde die Spanische Wegschnecke in Deutschland häufiger gefunden. Bereits 1980 besiedelte sie weite Teile von Süddeutschland. Erstnachweise in Ostdeutschland sind deutlich jünger, möglicherweise bedingt durch den verminderten Transport und Warenaustausch über die innerdeutsche Grenze. In Thüringen stammen erste Beobachtungen 1987 und 1989 aus Hausgärten, eine stärkere Ausbreitung erfolgte erst in den 1990er Jahren.
In Österreich wurde die Spanische Wegschnecke erstmals 1972 entdeckt. Allerdings dürfte sie schon wesentlich früher eingeschleppt und bis dahin übersehen worden sein, denn schon ein Jahr später verursachte sie in weiten Teilen des Weinviertels und des Marchfeldes in Gärten massive Schäden.
Bereits 1960 wurden erste Exemplare in der Schweiz und 1965 in Italien gefunden. 1991 wurde die Spanische Wegschnecke erstmals in Dänemark und 1996 in Polen gesichtet. Im südschwedischen Schonen war sie bereits 1975 angekommen, in Südnorwegen 1988 und in Südfinnland 1990.
Nordosteuropa wurde von der Art erst in den 2000er Jahren erreicht. Erstnachweise liegen vor für die Ukraine 2008, für Estland 2009, Lettland 2010, Rumänien 2012, Litauen 2013.
Bei feuchtwarmem Wetter kann die Vermehrung der Spanischen Wegschnecke extreme Ausmaße annehmen. So wurden im Sommer 2007 in Großbritannien bis zu 1.000 Exemplare pro m² gezählt. Sie ist mittlerweile die häufigste Nacktschnecke und eine der häufigsten Schneckenarten in Deutschland, mit bis zu 12 Exemplaren pro m² Kulturfläche.

## Körper, Stoffwechsel und Lebensweise

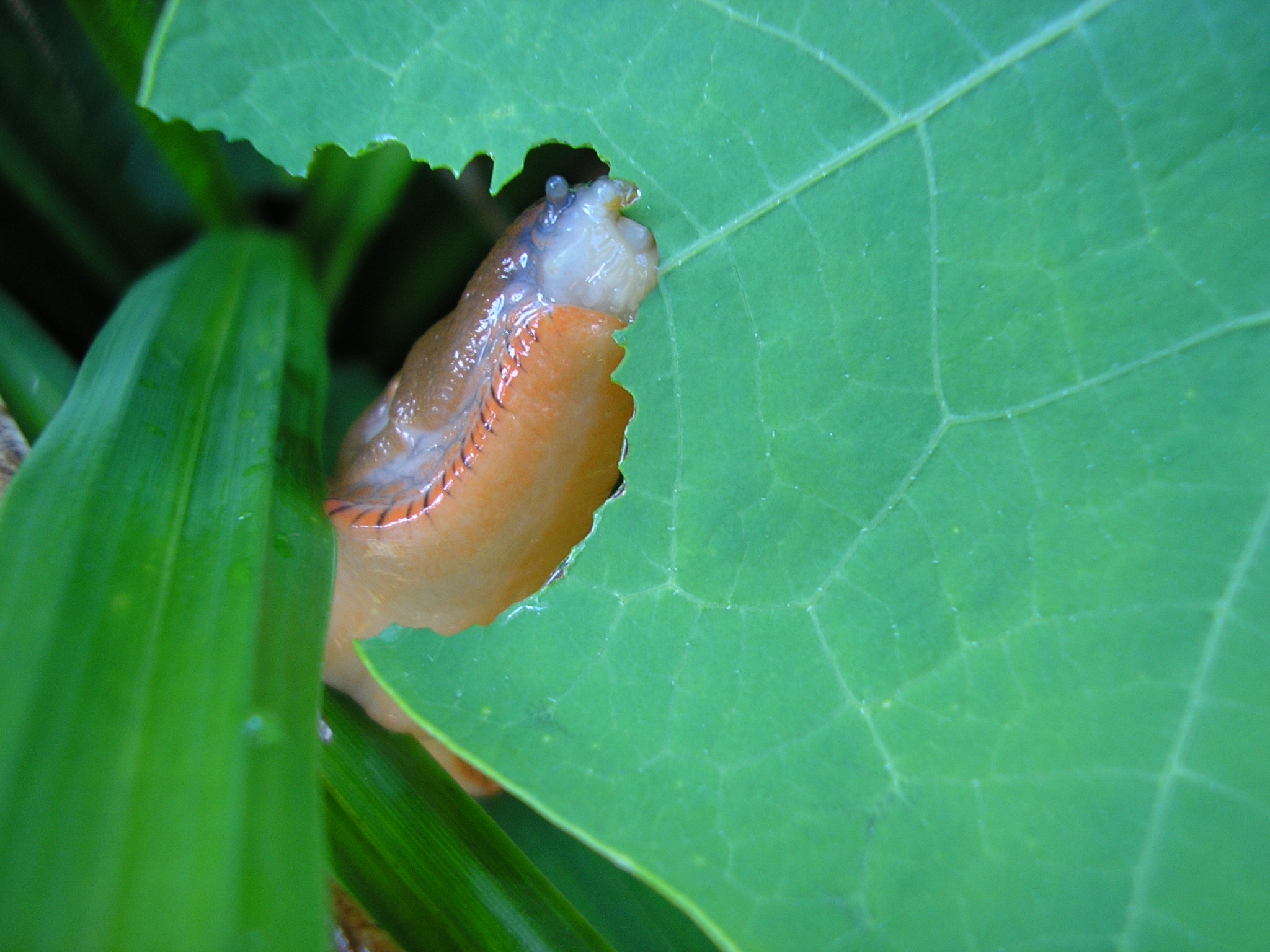
Spanische Wegschnecke verspeist ein Blatt

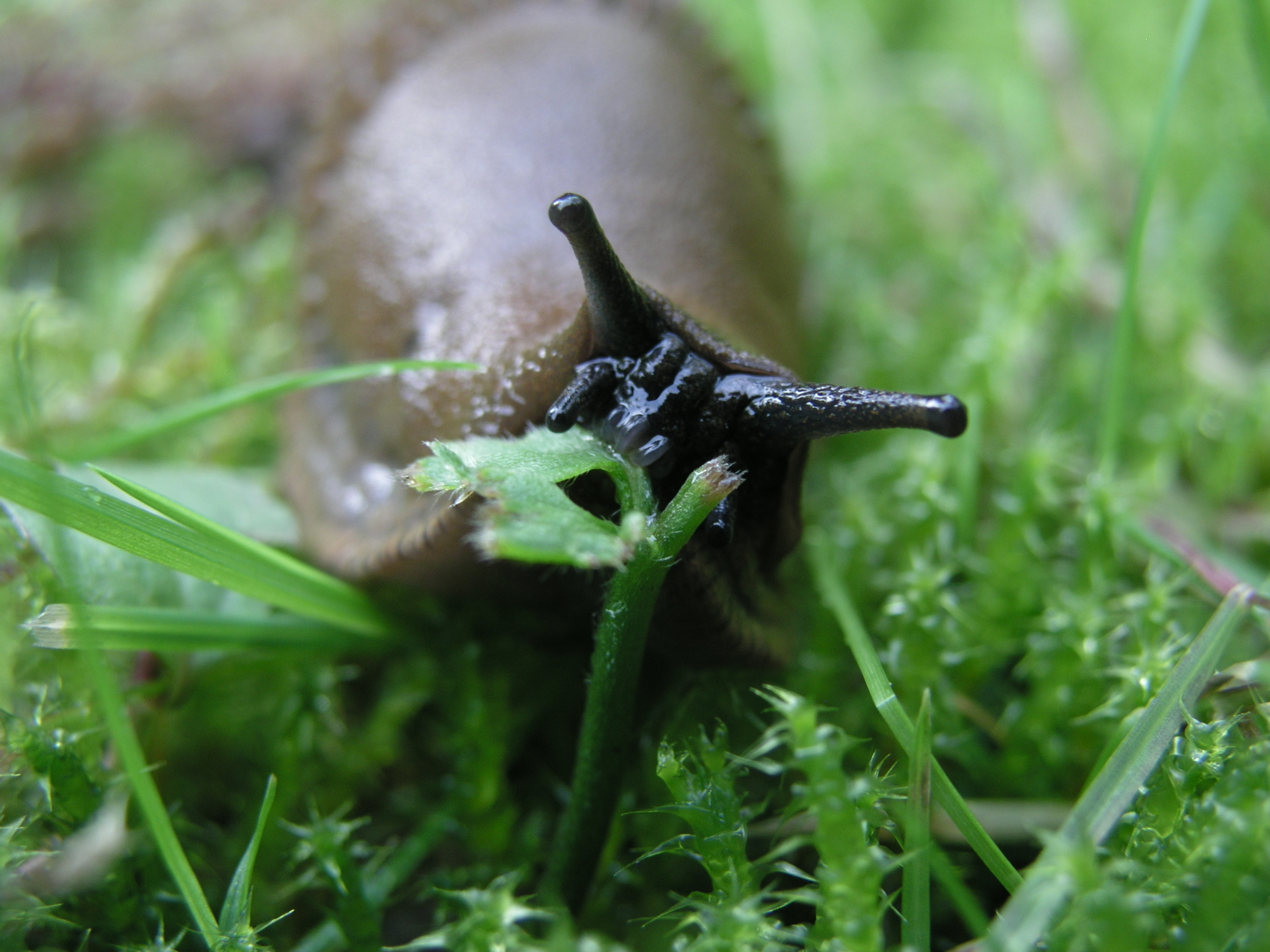
Eine Spanische Wegschnecke, die Klee frisst

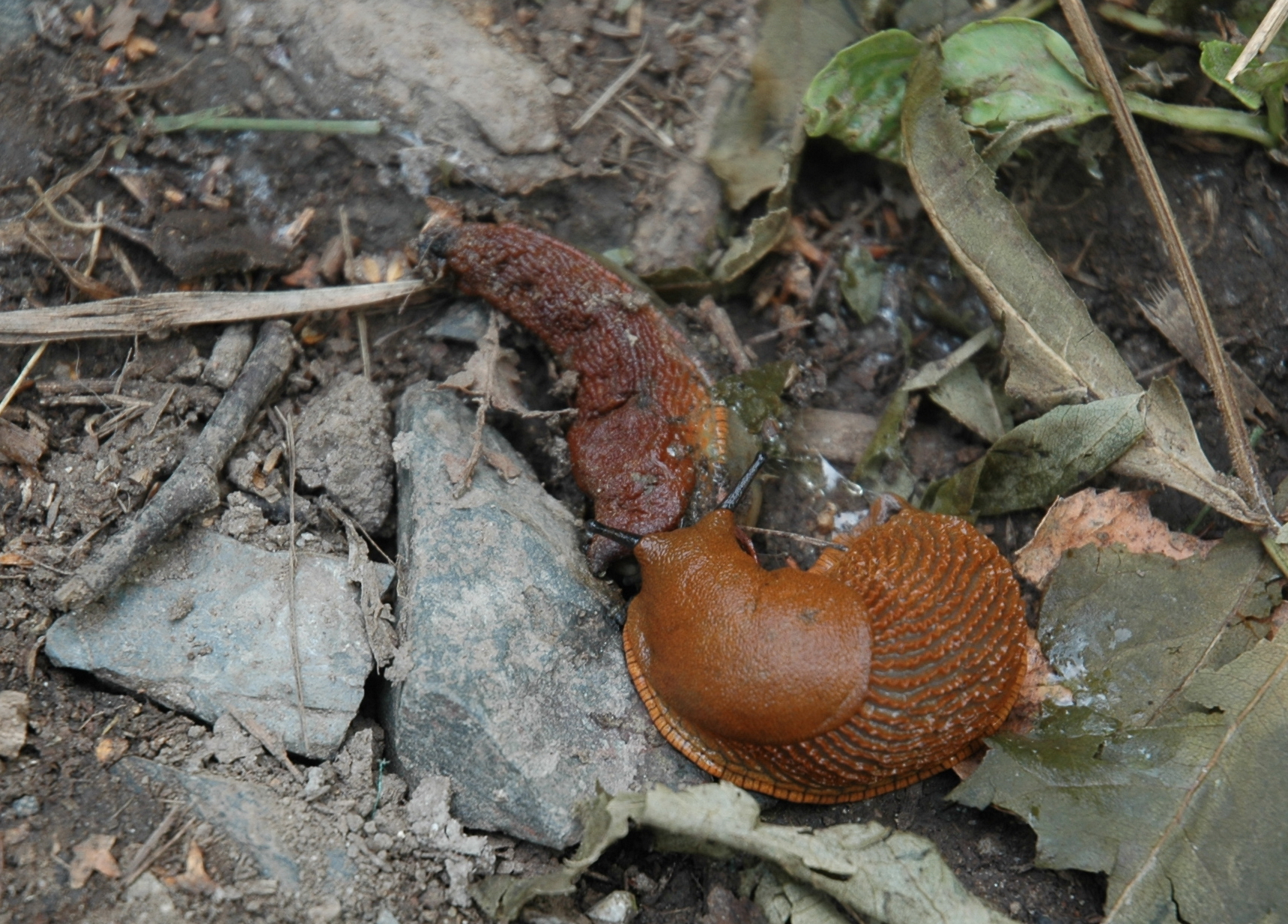
Kannibalismus an einem toten Artgenossen

Die Nahrung besteht meist aus saftigen Pflanzen und Aas. Sie wird wie bei vielen Schnecken mit einer Raspelzunge (Radula) zerkleinert. Die Radula ähnelt einem mit mikroskopisch kleinen Zähnen bestückten elastischen Band. Dieses Band wird über einen knorpeligen Kern geführt. Die Radulazähnchen raspeln dabei die Nahrung klein und transportieren sie in den Pharynx (Schlund) der Schnecke. Kannibalismus ist bei der Spanischen Wegschnecke häufig.
Bei Gartenbesitzern und Landwirten ist die Spanische Wegschnecke als Schädling gefürchtet. Die Spanische Wegschnecke bevorzugt dabei bestimmte Pflanzen, wie beispielsweise die Tagetes (Studentenblume), Baldrian und Weißen Diptam, auch Kürbis- und Melonenpflanzen werden gerne gefressen. Bei Nahrungsknappheit, beispielsweise durch hohe Populationsdichten, frisst die Spanische Wegschnecke nahezu alle Pflanzen. Lebende Teile wild wachsender und ungezüchteter Pflanzen werden jedoch in der Regel gemieden, da diese im Lebendzustand Substanzen enthalten, die die Schnecke meidet. Bei vielen gezüchteten Pflanzen wurden diese natürlichen Abwehrmechanismen herausgezüchtet, oftmals absichtlich, entweder um sie für den Menschen genießbar zu machen (Salat, Gemüse) oder um die Produktionskosten zu senken (Zierblumen).
Zwischen der Körperlänge und der Aktivität gibt es einen direkten Zusammenhang. Längere Exemplare sind deutlich aktiver als kürzere. Unter Laborbedingungen verbrachten die Spanischen Wegschnecken 68 % der Zeit mit Ruhen, 27 % der Zeit waren sie in Bewegung und lediglich 4 % der Zeit waren sie mit der Nahrungsaufnahme beschäftigt. Die Nahrungsaufnahme fand meist in der Dunkelheit (76 %) statt. Zwischen einzelnen Individuen gab es jedoch erhebliche Unterschiede. Die Laborergebnisse stimmen mit den Beobachtungen in der freien Natur weitgehend überein.

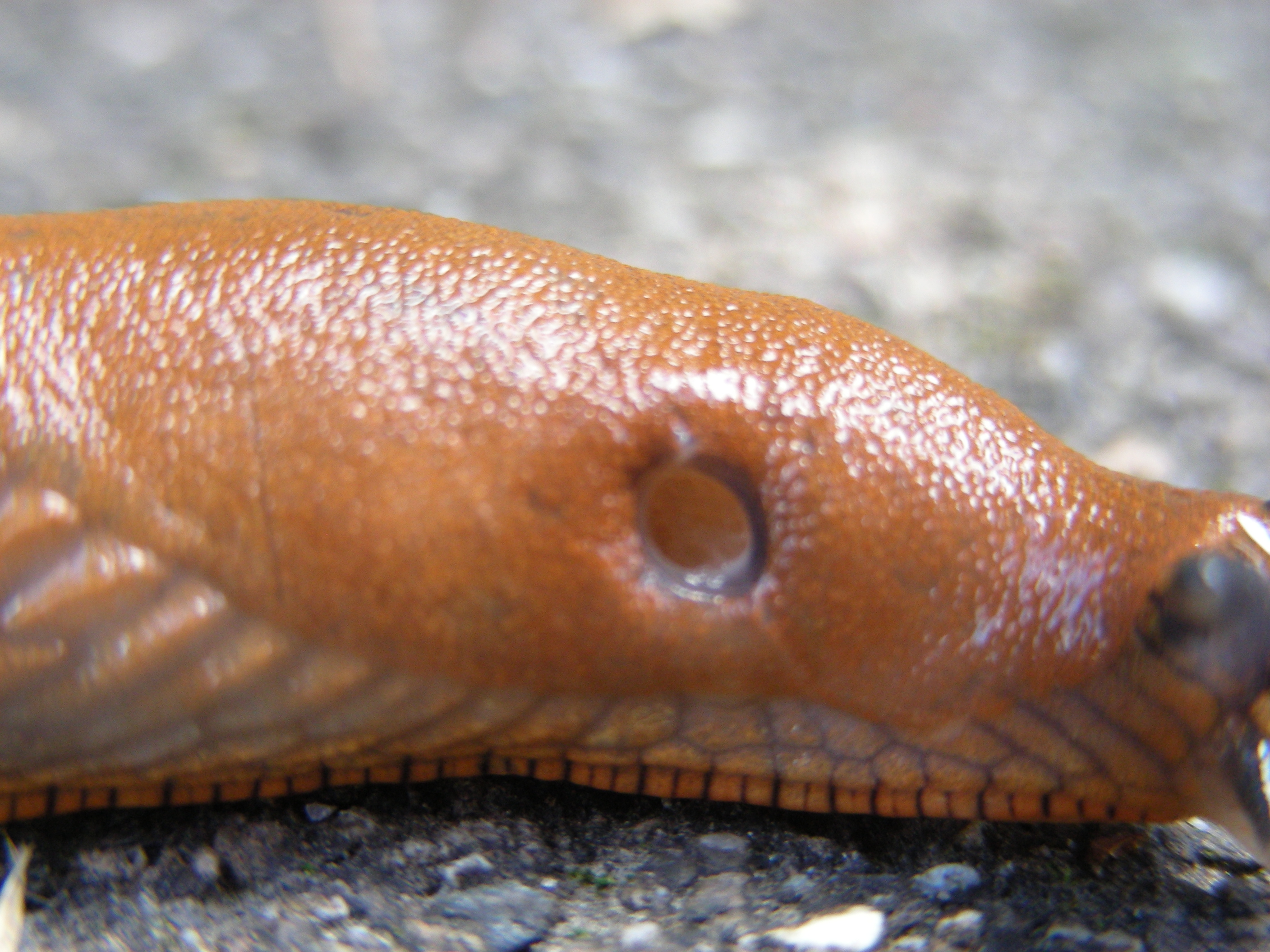
Atemloch einer Wegschnecke

## Paarung und Reifung

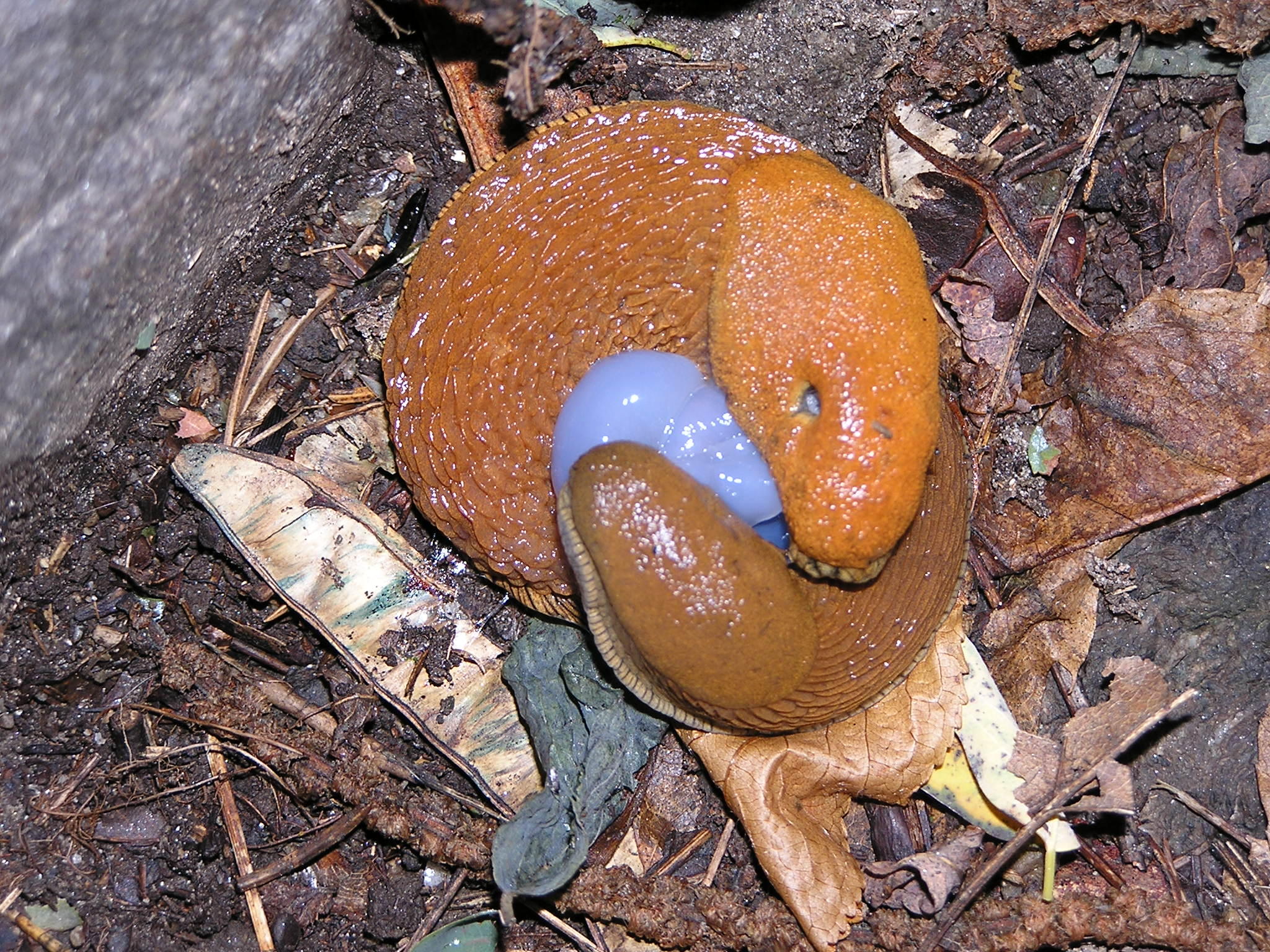
Kopula von Arion vulgaris

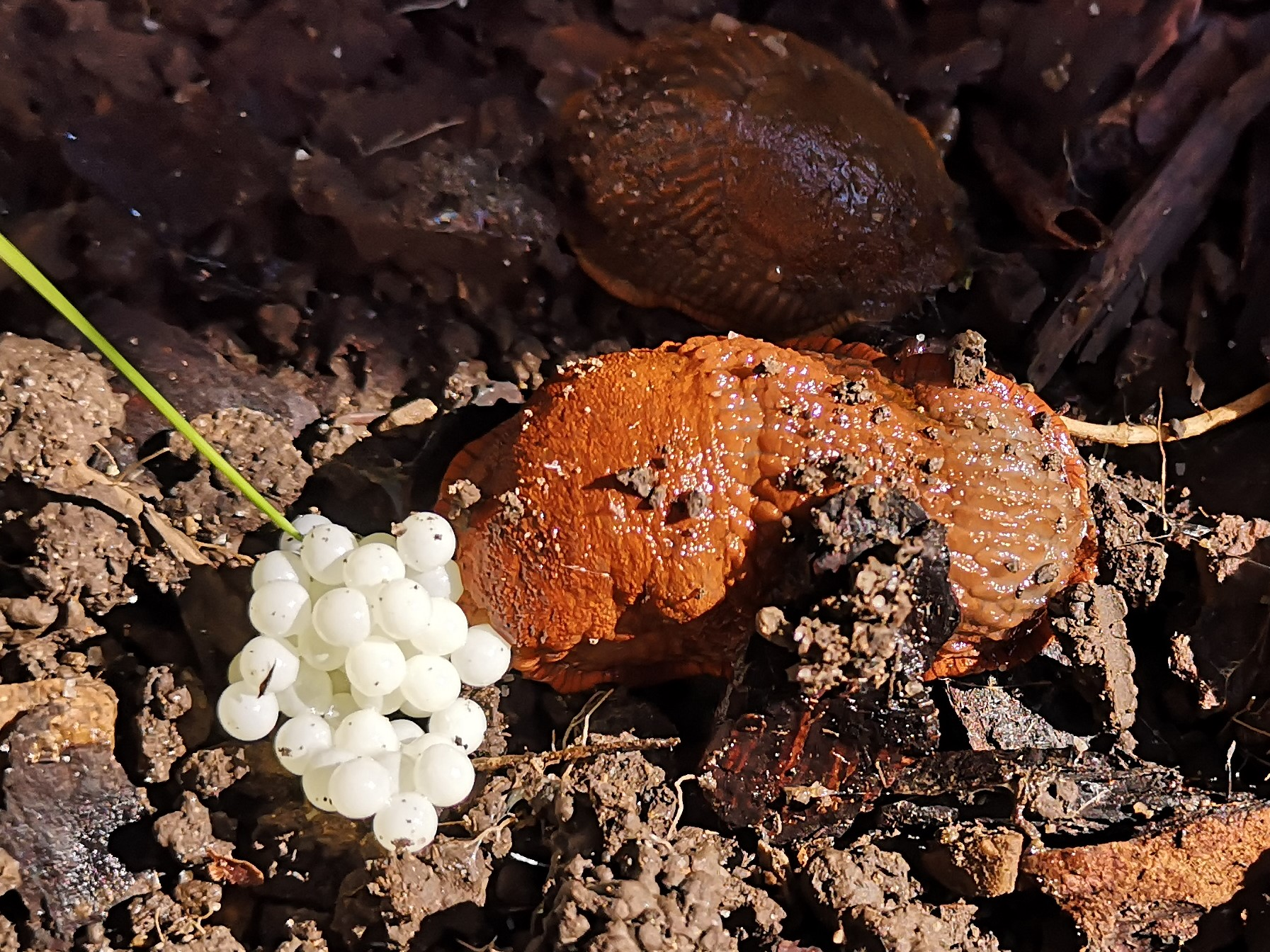
Spanische Wegschnecke mit Gelege

Spanische Wegschnecken sind wie alle Landlungenschnecken Zwitter. Das heißt, sie können sich gegenseitig begatten. Die Partner finden einander, indem sie der Schleimspur folgen. Treffen zwei mögliche Partner aufeinander, beginnt ein „Paarungstanz“. Die Tiere umkreisen recht schnell im Uhrzeigersinn ringförmig einen gemeinsamen Punkt und geben dabei große Mengen Schleim ab. Bei vielen Tieren endet das Verhalten in diesem Stadium mit einer Trennung, man nimmt an, dass es sich um genetisch inkompatible oder Tiere im falschen Stadium des Fortpflanzungszyklus handelt. Schließlich kommt der „Tanz“ zum Stillstand, beide Tiere pressen nun ihre Gonophoren aufeinander. Beide Tiere stülpen nun ihr Atrium aus, durch dessen Masse sie etwas auseinandergeschoben werden. Auf der Unterseite (also meist unsichtbar für Beobachter) werden Epiphallus und Spermathekengang ausgestülpt. Das Vorderende der Tiere schrumpft dabei ein wenig ein, so dass sich eine nickende Positur ergibt. Mittels schwacher pulsierender Bewegungen wird die im Epiphallus gebildete, große Spermatophore in den Spermathekengang des jeweiligen Partners vorgeschoben. Die Tiere verbleiben so etwa drei bis vier Stunden beinahe bewegungslos. Schließlich beginnen die Tiere, unter Wiederaufnahme der kreisenden Bewegung, ihre Atria zurückzuziehen. Sie sind dann noch über die Spermatophoren aneinander gekoppelt, die etwa ein Drittel ihrer Länge aus dem Gang herausragen. Sie sind durch zahlreiche rückgerichtete Zähne in dem Gang verankert. Schließlich trennen sich die Tiere ruckartig, wobei die Spermatophoren im jeweiligen Partner zurückbleiben. Die ganze Paarungssequenz dauert meist etwa vier bis fünfeinhalb Stunden. Die Paarung erfolgt meist nachts, aber vor allem bei Regenwetter auch tagsüber.
Einige Tage bis Wochen später legen die Schnecken unabhängig voneinander ihre, je Gelege bis zu 225, Eier in mehrere geschützte Gelege ab. Gelege werden ab Ende Juni, mit Höhepunkt im August und September, in milden Jahren bis in den Dezember, abgelegt. Jede Schnecke produziert etwa 200 bis 400, maximal aber über 500 Eier. Sie werden an feuchten Orten auf der Bodenoberfläche, unter Pflanzenstreu oder in Tiefen von bis zu etwa 10 Zentimeter eingegraben abgelegt. Die Entwicklungsdauer der Eier ist temperaturabhängig, am schnellsten bei 20 °C mit etwa 30 bis 37 Tagen. Optimal für den Fortpflanzungserfolg sind aber 10 bis 15 °C. Oberhalb von 25 °C findet keine Entwicklung mehr statt. Die Jungtiere schlüpfen, je nach Datum der Eiablage, noch im selben Jahr im Spätherbst oder im Februar/März des Folgejahrs. Sie haben dann eine Körperlänge von ca. 10 mm. Bis zum Spätsommer erreichen sie die volle Körperlänge. Die Spanische Wegschnecke ist univoltin (eine Generation pro Jahr) und semelpar (nur ein Fortpflanzungszyklus). Die meisten Tiere sterben bald nach der Eiablage, auch bei Haltung im Labor. Kommt es nicht zur Fortpflanzung, können unbefruchtete ausgewachsene Schnecken überwintern (sie sind dann semivoltin), sie können so ausnahmsweise bis zu drei Jahre alt werden. Das normale Überwinterungsstadium sind aber die Jungtiere oder, seltener, die Eier. Jungtiere und Eier tolerieren Einfrieren nur bis etwa −2 °C, sie überwintern deshalb meist im Boden eingegraben.

## Natürliche Feinde
Wegen der starken Absonderung eines bitteren Schleims wird die Spanische Wegschnecke von Igeln oder Kröten meist verschmäht. Sie ist auch – im Vergleich zur Großen Wegschnecke – gegen Trockenheit vergleichsweise wenig empfindlich.
Indische Laufenten sowie auch alle anderen Hausentenrassen, die von der Stockente abstammen, verschmähen Spanische Wegschnecken dagegen nicht. Mittlerweile gibt es sogar die Möglichkeit, Laufenten zur Bekämpfung einer Schneckenplage im eigenen Garten zu mieten.
Der einheimische Gemeine Grabkäfer (Pterostichus melanarius) frisst bevorzugt die Eier der Spanischen Wegschnecke. Versuche, den Käfer in Gebieten mit Schneckenplage einzusetzen, zeigten aber nicht den erwarteten Erfolg. Durch eine feinkörnige Bodenstruktur, die durch Mulchen unterstützt wird, lassen sich die nützlichen Laufkäfer anlocken.
In der Schweiz verliefen erste Versuche mit parasitischen Fadenwürmern (Nematoden) gegen die Spanische Wegschnecke recht erfolgreich. Zur Anwendung geeignet ist dabei die Nematode Phasmarhabditis hermaphrodita. Auch das Bakterium Moraxella osloensis wird als biologisches Mittel gegen die Spanische Wegschnecke diskutiert, obwohl es gelegentlich auch humanpathogen sein kann.
In verschiedenen Publikationen wird die These vertreten, dass die geschützte Weinbergschnecke unter anderem die Gelege der Spanischen Wegschnecke frisst. Dies wird jedoch von anderen Autoren bestritten.
Der Tigerschnegel, auch Tigerschnecke genannt, frisst die Spanischen Wegschnecken sowie deren Gelege.

## Bekämpfung
Zur Verhinderung der Schäden, die die Spanische Wegschnecke oft in Pflanzenkulturen anrichtet, gibt es verschiedene Formen der Schneckenbekämpfung. Hier sind zu nennen: Ökologische Methoden (Fressfeinde und Kulturführung), physikalische Methoden (Schneckenzäune) und chemische Methoden (Schneckenkorn).
Neben der Bekämpfung mit natürlichen Feinden gibt es weitere Optionen, auf Schäden durch die Spanische Wegschnecke zu reagieren. Im Biolandbau liegt der Schwerpunkt bei vorbeugenden Maßnahmen, da chemische Mittel bis auf Eisen(III)-phosphat nicht angewendet werden dürfen.

## Die Spanische Wegschnecke als Tiermodell
Der Nacktschnecken-Schleimhaut-Reizungstest (Slug Mucosal Irritation test) ist eine vielversprechende toxikologische Untersuchungsmethode für die Toleranzbestimmung eines Produktes, das für die Schleimhäute eingesetzt werden soll. Der Test, in dem die Spanische Wegschnecke als Tiermodell verwendet wird, ist bereits heute eine zuverlässige Testmethode, um Chemikalien in drei Gruppen augenreizender Stoffe einzuteilen. Dies geschieht anhand der Menge des produzierten Schleimes und des Grades der Gewebezerstörung bei der Schnecke. Beim Kontakt mit reizenden Substanzen produzieren die Versuchstiere Schleim, um den Körper zu schützen. Die Abgabe von Proteinen und Enzymen (LDH und ALP) von der Haut der Tiere ist ein Maß für die Gewebezerstörung. Für diese Tierversuche wurden bisher ausschließlich belgische Exemplare der Spanischen Wegschnecke verwendet. Eine vergleichende Studie mit Schweizer Exemplaren von A. vulgaris zeigte, dass die Herkunft der Tiere keine Rolle spielt und die gleichen Resultate erhalten werden.
Ein Beispiel für die Anwendung der Nacktschnecken als Versuchstiere ist die Entwicklung vaginal applizierter Medikamente. Der Test ist prinzipiell für feste, halbfeste und flüssige Rezepturen geeignet.
Das Verfahren ist auch dazu geeignet, den sehr umstrittenen Draize-Test („Kaninchenaugentest“) zukünftig zu ersetzen.

## Wissenswertes
Auf mit Schwermetallen belasteten Böden nimmt die Spanische Wegschnecke große Mengen an Cadmium auf. Exemplare, die bei Braubach eingesammelt wurden, akkumulierten das Metall vornehmlich im Mitteldarm, gebunden an ein Protein mit einer molaren Masse von ca. 15 kDa.
Im 2007 von einer Schneckenplage betroffenen Dänemark wurde eine nationale Strategie gegen die Spanische Wegschnecke erarbeitet. Dabei gab es aus dem Umweltministerium den Vorschlag, Arbeitslose gegen Schnecken einzusetzen.